# Pommevic
Pommevic (okzitanisch Pomavic) ist eine französische Gemeinde mit 580 Einwohnern (Stand: 1. Januar 2022) im Département Tarn-et-Garonne in der Region Okzitanien (vor 2016: Midi-Pyrénées). Die Gemeinde gehört zum Arrondissement Castelsarrasin und zum Kanton Valence. Die Einwohner werden Pommevicains genannt.

## Geografie
Pommevic liegt etwa 36 Kilometer westnordwestlich von Montauban am Canal de Golfech (und dem Canal latéral à la Garonne). Umgeben wird Pommevic von den Nachbargemeinden Goudourville im Norden und Westen, Malause im Osten, Merles im Süden und Südosten sowie Valence im Süden und Westen.
| Jahr      | 1962 | 1968 | 1975 | 1982 | 1990 | 1999 | 2006 | 2013 |
| --------- | ---- | ---- | ---- | ---- | ---- | ---- | ---- | ---- |
| Einwohner | 437  | 436  | 379  | 403  | 466  | 434  | 501  | 606  |

## Sehenswürdigkeiten

Kirche Saint-Denis

- Kirche Saint-Denis